# Wyhorlat (góry)

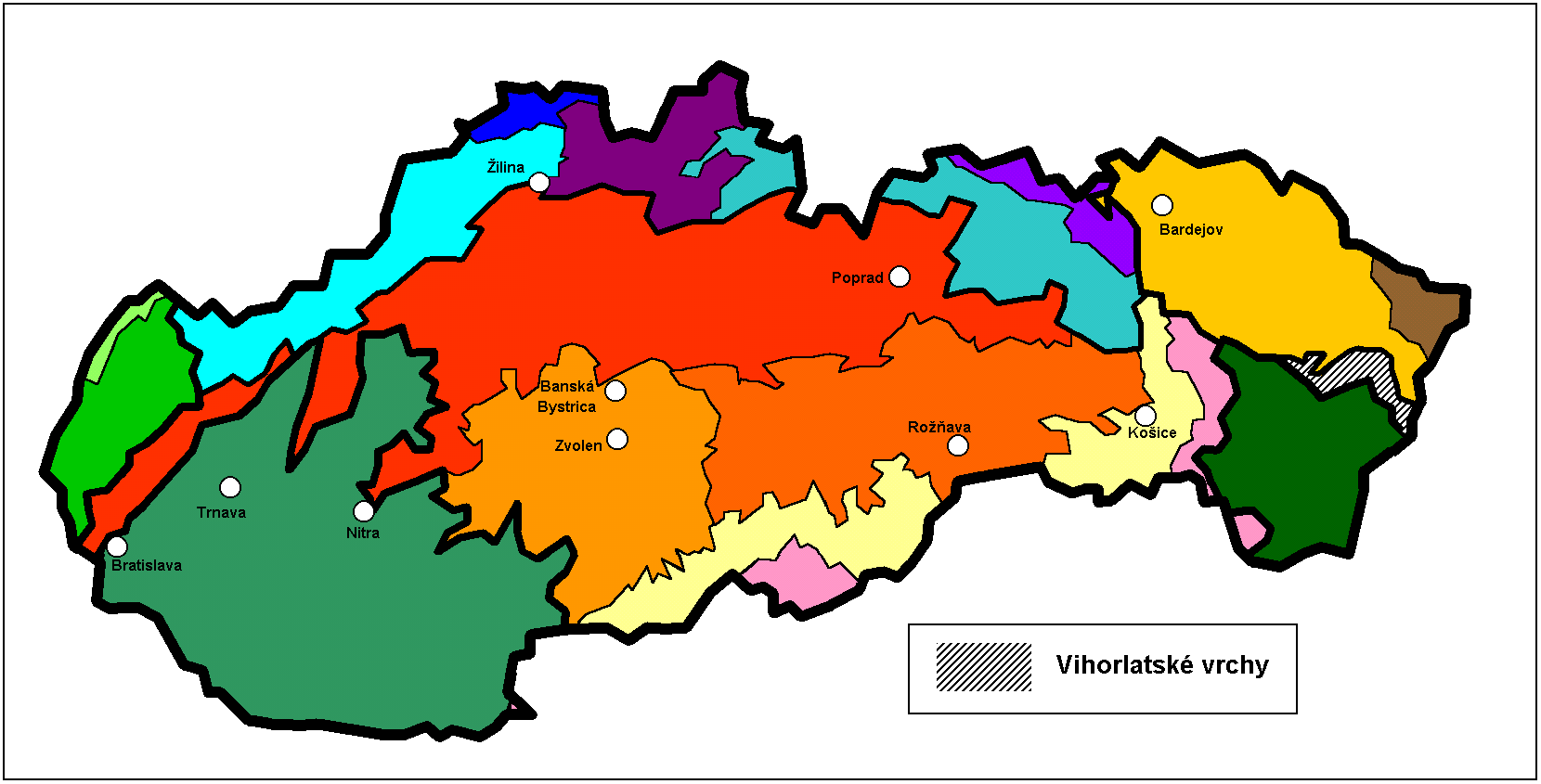
Wyhorlat (Vihorlatské vrchy) na mapie Słowacji

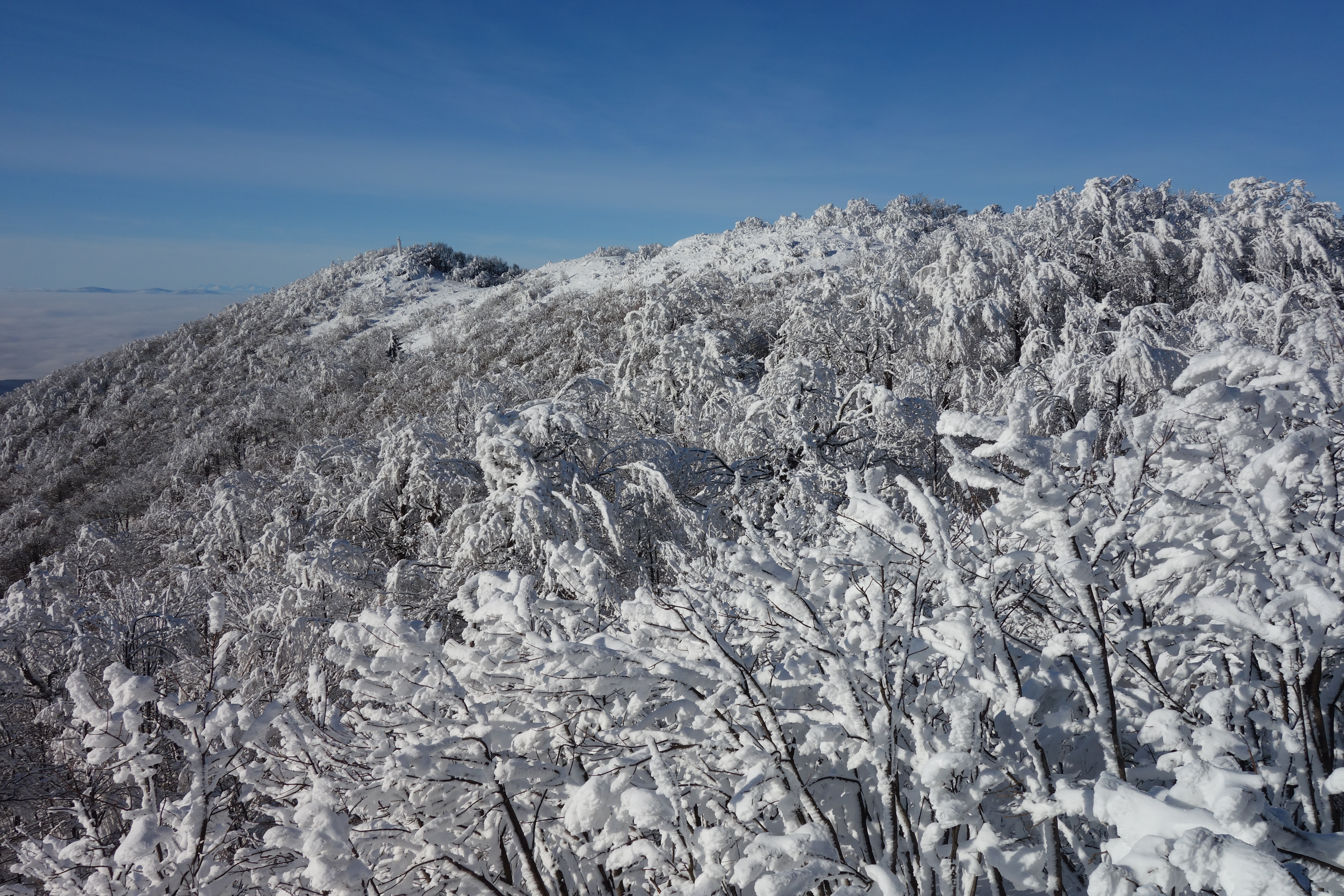
Wyhorlat w zimie

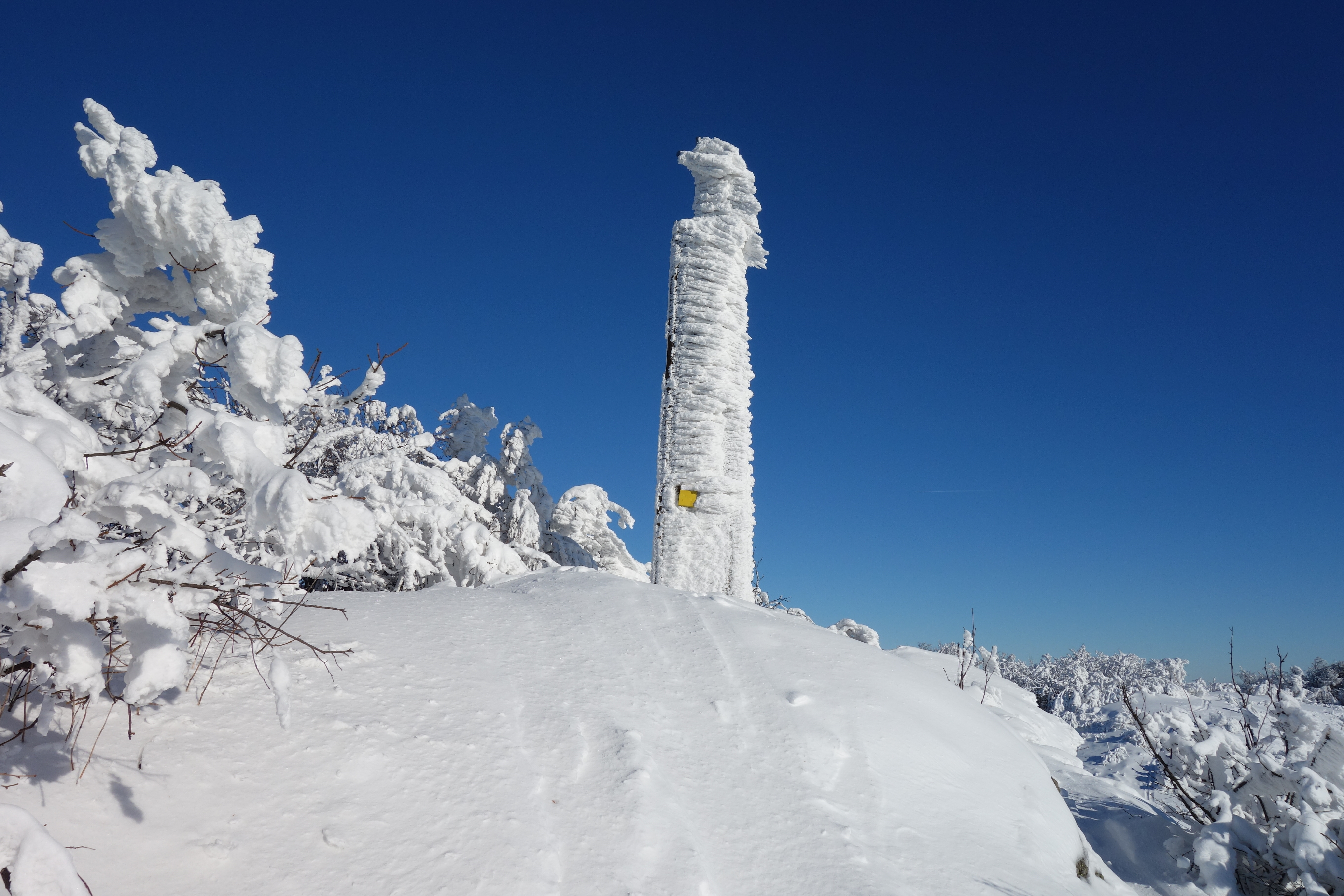
Wyhorlat w zimie

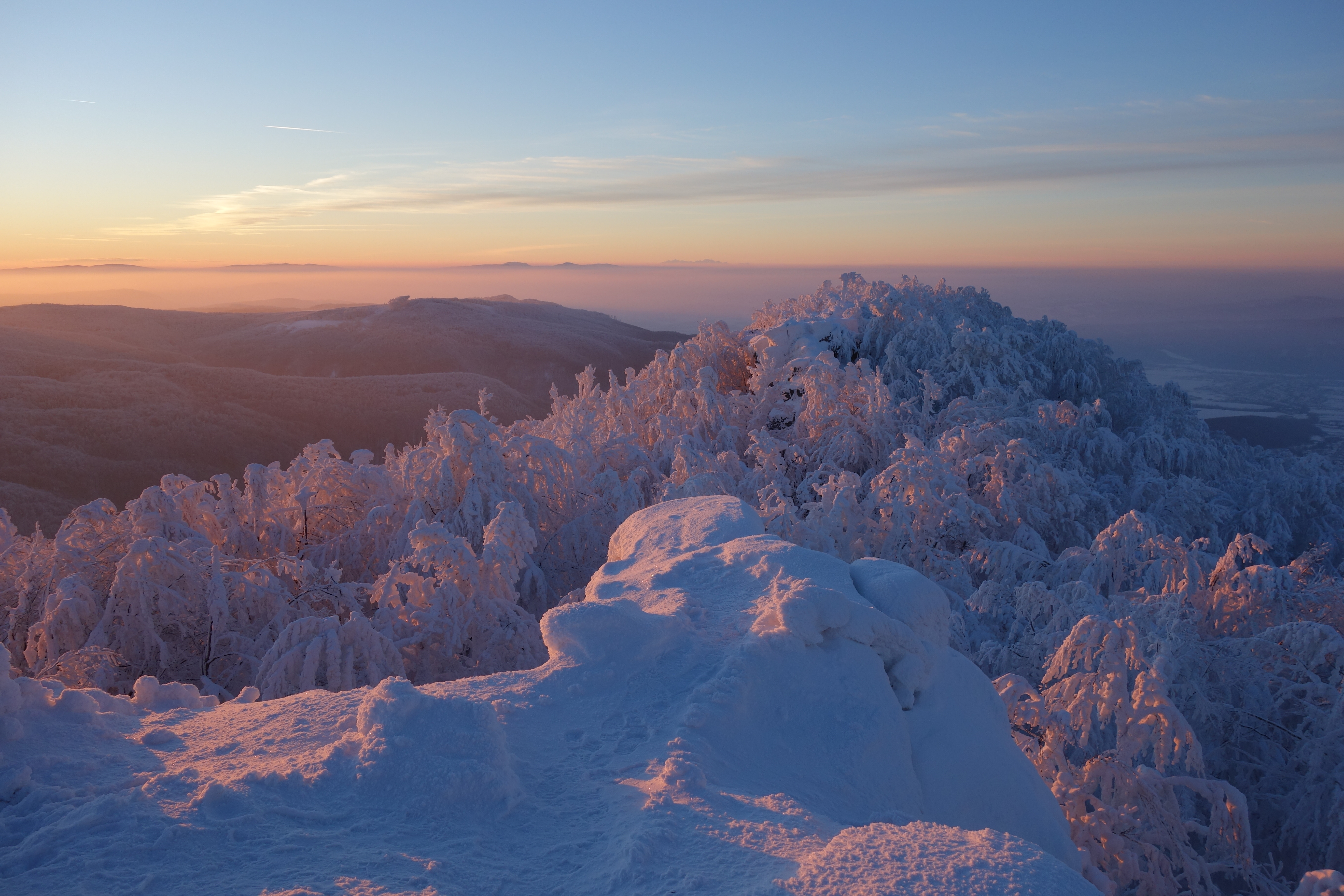
Sninský kameň

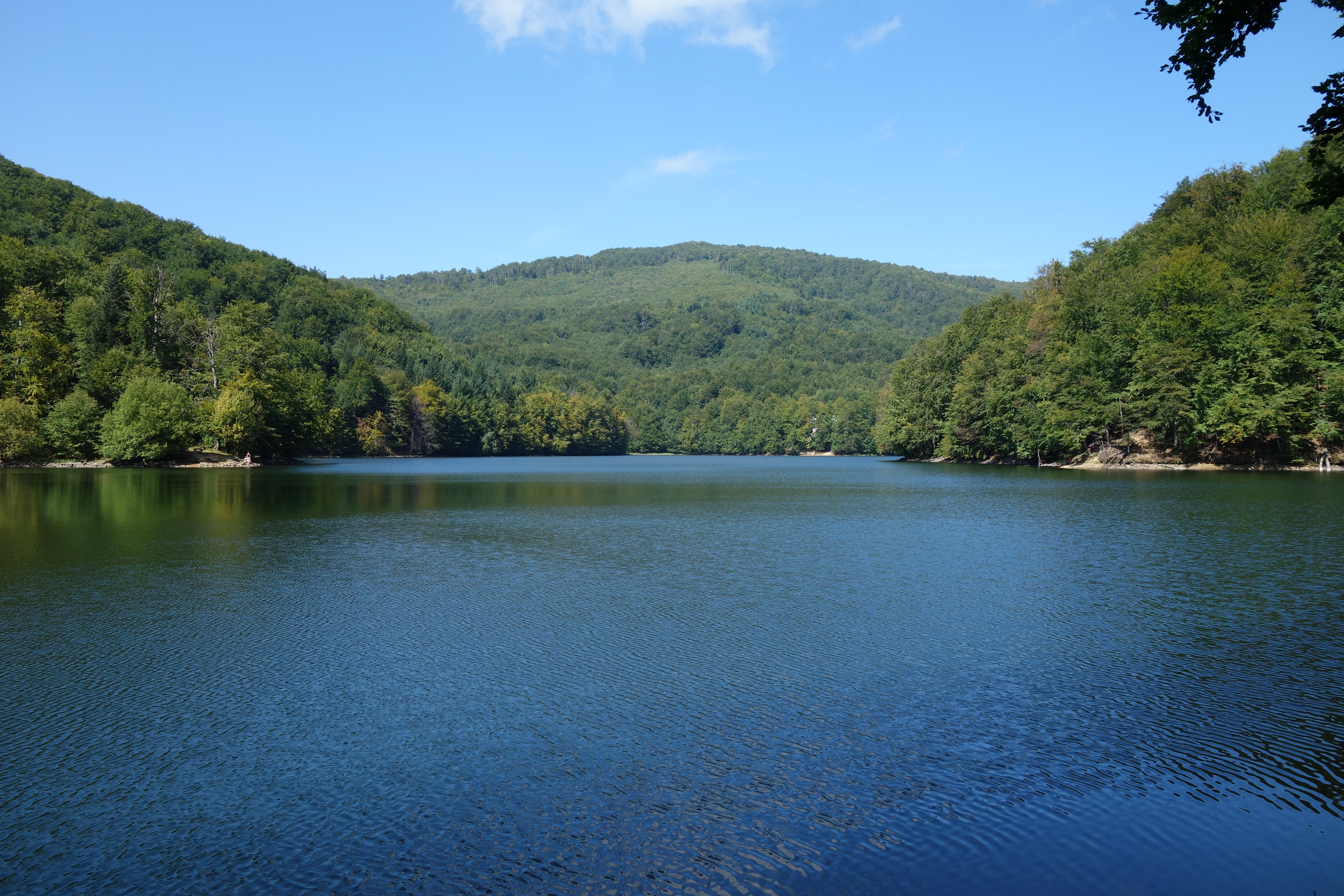
Morské oko

Wyhorlat (523.51; słow. Vihorlat; ukr. Вигорлят, Wyhorlat; rus. Выгорлат. Wyhorłat) – pasmo górskie we wschodniej Słowacji i na zachodnim Zakarpaciu, należące do Łańcucha Wyhorlacko-Gutyńskiego (Vihorlatsko-gutínska oblasť) w Wewnętrznych Karpatach Wschodnich.

## Położenie i ukształtowanie
Pasmo Wyhorlatu ma kształt nieregularnego łuku, usytuowanego na osi wschód-zachód i wygiętego ku północy. Długość głównego grzbietu Wyhorlatu wynosi 53 km, szerokość pasma waha się od 2 do 11 km, a jego powierzchnia wynosi ok. 375 km². Zachodni skraj Wyhorlatu stanowi niskie i krótkie pasmo Gór Humieńskich (Humenské vrchy). Na południu Wyhorlat raptownie opada w płaską i niską Nizinę Wschodniosłowacką. Ponieważ najwyższe szczyty Wyhorlatu przekraczają 1000 m n.p.m., a wyniesienie Niziny Wschodniosłowackiej, z której wyrastają, wynosi 150–200 m n.p.m., względna różnica wysokości sięga 800–900 m. Na północy doliny Laborca, Cirochy i Ublanki oddzielają Wyhorlat od Pogórza Ondawskiego i Gór Bukowskich (Bieszczadów Zachodnich). Wschodnią część Wyhorlatu stanowi oddzielony szeroką przełęczą masyw Popriečny na granicy słowacko-ukraińskiej i dolina środkowego Użu, już na terenie Ukrainy Zakarpackiej.
Ze względu na takie samo wulkaniczne pochodzenie do Wyhorlatu zalicza się niekiedy także położone jeszcze dalej na wschód pasmo Makowicy, nazywane przy takiej klasyfikacji Wschodnim Wyhorlatem.
Najwyższe szczyty Wyhorlatu to (z zachodu na wschód): 
- Krivoštianka (w Górach Humeńskich, 549 m)
- Čierna (612 m)
- Kyjov (821 m)
- Rozdielňa (785 m)
- Vihorlat (1076 m)
- Motrogon (1018 m)
- Sninský kameň (1006 m)
- Nežabec (1023 m)
- Fedkov (978 m)
- Jaseňovský vrch (819 m)
- Diel (892 m)
- Veľka Vavrová (788 m)
- Sokolovec (628 m)
- Vetrová skala (w Popriečnym, na granicy słowacko-ukraińskiej, 1024 m)

## Geologia i tektonika
Podobnie jak pozostałe pasma górskie Wewnętrznych Karpat Wschodnich, pasmo Wyhorlatu jest pochodzenia wulkanicznego, przy czym jest najmłodszym pasmem wulkanicznym w granicach Słowacji. Góry powstały w dwóch etapach aktywności wulkanicznej pod koniec trzeciorzędu – około 17 mln i 9 mln lat temu. W pierwszej fazie powstał m.in. szczyt Kyjov, w drugiej – najwyższe szczyty: Vihorlat, Veľká Trestia, Motrogon, Scob, Veža. Odpowiednio do swego pochodzenia Wyhorlat jest zbudowany ze skał wulkanicznych – zwięzłych andezytów i sypkich tufów. W toku późniejszych ruchów tektonicznych pasmo najprawdopodobniej zostało znacznie obniżone, a w każdym razie utwory wulkaniczne uległy silnemu zniszczeniu. Do zniszczenia i obniżenia wierzchowiny Wyhorlatu przyczyniła się również erozja i liczne osuwiska gruntu.

## Klimat
Klimat Wyhorlatu jest umiarkowany, a w wyższych partiach – chłodny górski. W roku jest 100-140 dni z pokrywą śnieżną.

## Wody
Wyhorlat w całości leży w zlewni Laborca. Potoki spływające z północnych stoków (największe Luh, Savkov potok, Strihovský potok) wpadają do Cirochy, potoki i rzeczki z południowych stoków (największe Skalný potok, Ceremosna, Barlahov potok, Lysaka i Rybnička) – do Okny, dopływu Użu. Potoki ze wschodnich zboczy Popriečnego uchodzą do Użu. Wody z południowo-zachodniej części Wyhorlatu zasilają również leżące u jego stóp wielkie sztuczne jezioro Zemplínska šírava. Góry magazynują w sobie duże zasoby wody pitnej.
Osobliwością Wyhorlatu są górskie jeziorka. Najsłynniejsze z nich to Veľké Vihorlatské jazero, zwane „Morskim Okiem” (618 m) i Malé Vihorlatské jazero („Małe Morskie Oko”, 727 m) w kotlinie między masywami Motrogonu i Nežabca. Kolejne jeziorka, z których najbardziej znany jest Kotlík (850 m n.p.m.), leżą na północ od Motrogonu. Na północnych stokach leżą dawne jeziorka Podstavka i Hypkania, obecnie w różnych fazach zaniku.

## Flora i fauna
Wyhorlat jest porośnięty mieszanymi lasami o bardzo urozmaiconym składzie gatunkowym. Część lasów w wyżej położonych partiach gór zachowała charakter pierwotnej puszczy, natomiast na niższych wysokościach i w pobliżu siedzib ludzkich, w tzw. lasach gospodarczych, introdukowano wiele gatunków nie należących do pierwotnej flory Wyhorlatu, np. świerk. Pierwotna roślinność leśna układała się piętrowo: na wysokościach 300–500 m n.p.m. lasy bukowe i dębowe, na wysokościach od 500 do 800 m n.p.m. – niemal wyłącznie lasy bukowe, powyżej 800 m n.p.m. wzrasta udział lipy, jodły, jesionu i jawora.
Podobnie urozmaicone jest życie zwierzęce. Należy wspomnieć ok. 100 gatunków gnieżdżących się tu ptaków oraz ponad 2 000 gatunków bezkręgowców. Występują tu nawet największe drapieżniki europejskie, jak rysie, wilki i niedźwiedzie.

## Wykorzystanie gospodarcze
Teren Wyhorlatu nie jest zasiedlony. Skupiska ludzkie znajdują się natomiast w okalających go dolinach Cirochy (Snina, Stakčín) i Laborca (Humenné). Tereny te były i są wykorzystywane przez człowieka przede wszystkim w gospodarce leśnej – do pozyskiwania drewna i produktów leśnych (stąd powstały lasy gospodarcze). Gospodarcze wykorzystanie lasów w XVIII i w XIX wieku doprowadziło do wyczerpania się zasobów drewna w łatwiej dostępnych miejscach gór.
Na początku XIX wieku na północno-zachodnich stokach Snińskiego Kamienia odkryto złoża rudy żelaza, które zaczęto wydobywać metodą odkrywkową. Przetapiano je w małych hutach w miejscowościach Zemplínske Hámre i Remetské Hámre. Złoża wyczerpały się na początku XX wieku. Wydobycia zaprzestano w 1904.
Obecnie całą zachodnią część Wyhorlatu obejmuje duży poligon wojskowy (Vojenský obvod Kamenica nad Cirochou).

## Ochrona przyrody
Od 1973 r. centralna – najwyższa część Wyhorlatu podlega ochronie jako Obszar Chronionego Krajobrazu Wyhorlat o powierzchni (akt. na 2013 r.) 17 485 ha. Na terenie Wyhorlatu (w tym również w granicach ww. CHKO Vihorlat) znajduje się 15 rezerwatów przyrody o łącznej powierzchni 613 ha.
28 czerwca 2008 r. w Christchurch w Nowej Zelandii słowackie i ukraińskie pierwotne lasy bukowe i bukowo-jodłowe (ok. 30 tys. ha – największy taki kompleks w Europie) zostały wpisane na Listę Światowego Dziedzictwa UNESCO.

## Sport i turystyka
Obecnie w Wyhorlacie rozwija się turystyka i sport. W całej dostępnej części grupy górskiej istnieje dość gęsta sieć znakowanych szlaków turystycznych, a Morskie Oko i szczyt Snińskiego Kamienia należą do najliczniej odwiedzanych przez turystów miejsc we wschodniej Słowacji. Wyciągi narciarskie znajdują się w miejscowościach Porúbka, Koromla, Snina, Petrovce, Podhorod i Inovce.